# Lehenbrief (Bergbau)
Ein Lehenbrief, auch Lehnbrief, ist eine Urkunde, die einem Muter von der Bergbehörde bei der Verleihung einer gemuteten Grube zugestellt wurde. Diese Urkunde wird deshalb auch Verleihungsurkunde genannt.

## Formalitäten
Bevor der Lehenbrief verliehen wurde, musste die Fundgrube oder das Längenfeld vom Bergmeister befahren werden. Stollen, die ins Bergfreie gefallen waren und neu gemutet wurden, mussten freigefahren werden, bevor eine neue Verleihungsurkunde ausgestellt werden durfte. Die Verleihungsurkunde musste gemäß den bergrechtlichen Bestimmungen folgende Angaben beinhalten:
- Namen, Wohnort und Stand des Lehenträgers
- Namen des Bergwerks
- Begrenzung des Feldes und den Flächeninhalt unter Bezugnahme auf den Situationsriss
- Namen des Regierungsbezirks, des Kreises und der Gemeinde, sowie des Oberbergamtsbezirkes, in welchem das Feld liegt
- Genaue Bezeichnung des Minerals oder der Mineralien, auf die das Bergwerkseigentum verliehen wird
- Datum der Verleihung
- Unterschrift des Bergmeisters und Siegel des Oberbergamtes

Quelle:
Zwar gehörte zur äußeren Form des Lehenbriefes das Datum und die Unterschrift des Bergamtsleiters, wodurch er seine  Rechtsgültigkeit erhielt. Es war jedoch nicht zwingend erforderlich, dass der Lehenbrief gestempelt werden musste. Die Ausstellung der Verleihungsurkunde sollte nach Möglichkeit nach der Erledigung des Freifahrungsprotokolls erfolgen. Kam es zu Einwendungen durch die Grundstückseigentümer, musste das Berggericht über die Zulässigkeit oder Nichtzulässigkeit der Einwendungen entscheiden. Nach erlangter Rechtskraft wurde die Genehmigung und der Lehenbrief erteilt. Die Ausstellung der Urkunde war gebührenpflichtig. Die Formalitäten für den Lehenbrief waren in den preußischen und in den österreichischen Bergordnungen des 19. Jahrhunderts geregelt.